# بازه‌لوو
بازه‌لوو (انگلیسی: Bazelevo) یک شهرک در شهرستان فیودوروفسکی استان باشقیرستان کشور روسیه است.